# Promozione Sardegna 1986-1987
Nella stagione 1986-1987 la Promozione era sesto livello del calcio italiano (il massimo livello regionale). 
Il campionato è strutturato in vari gironi all'italiana su base regionale, gestiti dai Comitati Regionali di competenza. Promozioni alla categoria superiore e retrocessioni in quella inferiore non erano sempre omogenee; erano quantificate all'inizio del campionato dal Comitato Regionale secondo le direttive stabilite dalla Lega Nazionale Dilettanti, ma flessibili, in relazione al numero delle società retrocesse dal Campionato Interregionale e perciò, a seconda delle varie situazioni regionali, la fine del campionato poteva avere degli spareggi sia di promozione che di retrocessione.
Questo è il campionato regionale della regione Sardegna organizzato dal Comitato Regionale Sardo.

## Girone A

### Squadre partecipanti
| Squadra                         |                        |
| ------------------------------- | ---------------------- |
| G.S. Andromeda Siurgus          | Siurgus Donigala (CA)  |
| 1980 Assemini Pol.              | Assemini (CA)          |
| U.S. Atletico                   | Cagliari (CA)          |
| S.S. Carloforte                 | Carloforte (SU)        |
| S.S.R. Decimoputzu              | Decimoputzu (SU)       |
| Pol. Iglesias                   | Iglesias (SU)          |
| G.S. La Palma Cagliari          | Cagliari (CA)          |
| Pol. Libertas Barumini          | Barumini (SU)          |
| U.S. Mandas                     | Mandas (SU)            |
| U.S. Monreale Quartu Sant’Elena | Quartu Sant'Elena (CA) |
| G.S. Orione Selargius           | Selargius (CA)         |
| G.S. Picchi Vini Jerzu          | Jerzu (NU)             |
| G.S. Pirri                      | Pirri (CA)             |
| Pol. INA Pula                   | Pula (CA)              |
| A.C.R. Sant'Elena Quartu        | Quartu Sant'Elena (CA) |
| G.S. Sinnai                     | Sinnai (CA)            |

### Classifica finale
|  | Pos. | Squadra                                            | Pt | G  | V  | N  | P  | GF | GS | DR  |
|  | ---- | -------------------------------------------------- | -- | -- | -- | -- | -- | -- | -- | --- |
|  | 1.   | G.S. La Palma, Cagliari                            | 38 | 30 | 13 | 12 | 5  | 36 | 19 | +17 |
|  | 2.   | U.S. Mandas, Mandas                                | 35 | 30 | 9  | 17 | 4  | 33 | 24 | +9  |
|  | 3.   | U.S. Monreale Quartu Sant'Elena, Quartu Sant'Elena | 35 | 30 | 11 | 13 | 6  | 36 | 26 | +10 |
|  | 4.   | Pol. Iglesias, Iglesias                            | 33 | 30 | 10 | 13 | 7  | 41 | 31 | +10 |
|  | 5.   | G.S. Sinnai, Sinnai                                | 32 | 30 | 12 | 8  | 10 | 30 | 24 | +6  |
|  | 6.   | U.S. Atletico Cagliari, Cagliari                   | 30 | 30 | 9  | 12 | 9  | 38 | 33 | +5  |
|  | 7.   | G.S. Orione, Selargius                             | 30 | 30 | 6  | 18 | 6  | 23 | 25 | -2  |
|  | 8.   | Pol. Assemini, Assemini                            | 29 | 30 | 9  | 11 | 10 | 31 | 34 | -3  |
|  | 9.   | Pol. Libertas Barumini, Barumini                   | 29 | 30 | 8  | 13 | 9  | 29 | 33 | -4  |
|  | 10.  | U.S. Picchi Vini Jerzu, Jerzu                      | 29 | 30 | 8  | 13 | 9  | 29 | 34 | -5  |
|  | 11.  | Pol. Pula I.N.A., Pula                             | 28 | 30 | 8  | 12 | 10 | 20 | 20 | 0   |
|  | 12.  | U.S. Andromeda, Siurgus Donigala                   | 28 | 30 | 9  | 10 | 11 | 21 | 36 | -15 |
|  | 13.  | S.S.R. Decimoputzu, Decimoputzu                    | 28 | 30 | 8  | 12 | 10 | 29 | 35 | -6  |
|  | 14.  | G.S. Pirri, Pirri                                  | 27 | 30 | 8  | 11 | 11 | 23 | 31 | -8  |
|  | 15.  | A.C.R. Sant'Elena Quartu, Quartu Sant'Elena        | 27 | 30 | 7  | 13 | 10 | 21 | 29 | -8  |
|  | 16.  | S.S. Carloforte, Carloforte                        | 22 | 30 | 5  | 12 | 13 | 24 | 40 | -16 |

La Palma promossa in Interregionale.
Mandas ammessa al campionato Interregionale 1987-1988 per giudizio sportivo della Lega Nazionale Dilettanti.

## Girone B

### Squadre partecipanti
| Squadra             |                              |
| ------------------- | ---------------------------- |
| Pol. Arzachena      | Arzachena (SS)               |
| S.S, Berchidda      | Berchidda (SS)               |
| Pol. Calmedia       | Bosa (OR)                    |
| U.S. Castelsardo    | Castelsardo (SS)             |
| Pol. Frassati       | Ozieri (SS)                  |
| U.S. Ghilarza       | Ghilarza (OR)                |
| Pol. Ilvarsenal     | La Maddalena (SS)            |
| S.S. Lauras         | Luras (SS)                   |
| Pol. Libertas Padru | Padru (SS)                   |
| Pol. Malaspina      | Osilo (SS)                   |
| S.S. Ozierese       | Ozieri (SS)                  |
| U.S. Santa Teresa   | Santa Teresa di Gallura (OT) |
| U.S. San Teodoro    | San Teodoro (OT)             |
| Pol. Taloro         | Gavoi (NU)                   |
| A.P. Terralba       | Terralba (OR)                |
| Pol. Thiesi         | Thiesi (SS)                  |

### Classifica finale
|  | Pos. | Squadra                                | Pt | G  | V  | N  | P  | GF | GS | DR  |
|  | ---- | -------------------------------------- | -- | -- | -- | -- | -- | -- | -- | --- |
|  | 1.   | Pol. Ilvarsenal, La Maddalena          | 44 | 30 | 18 | 8  | 4  | 55 | 25 | +30 |
|  | 2.   | S.C. Ozierese, Ozieri                  | 43 | 30 | 16 | 11 | 3  | 49 | 16 | +33 |
|  | 3.   | U.S. Santa Teresa, S.Teresa di Gallura | 39 | 30 | 15 | 9  | 6  | 47 | 21 | +26 |
|  | 4.   | U.S. San Teodoro, San Teodoro          | 39 | 30 | 15 | 9  | 6  | 45 | 23 | +22 |
|  | 5.   | Pol. Thiesi, Thiesi                    | 38 | 30 | 14 | 10 | 6  | 60 | 33 | +27 |
|  | 6.   | Pol. Arzachena, Arzachena              | 32 | 30 | 12 | 8  | 10 | 43 | 41 | +2  |
|  | 7.   | S.S. Lauras, Luras                     | 31 | 30 | 13 | 5  | 12 | 36 | 27 | +9  |
|  | 8.   | Pol. Malaspina, Osilo                  | 30 | 30 | 10 | 10 | 10 | 46 | 48 | -2  |
|  | 9.   | A.P. Terralba, Terralba                | 30 | 30 | 11 | 8  | 11 | 32 | 29 | +3  |
|  | 10.  | Pol. Libertas Padru, Padru             | 26 | 30 | 8  | 10 | 12 | 22 | 29 | -7  |
|  | 11.  | Pol. Frassati, Ozieri                  | 25 | 30 | 9  | 7  | 14 | 27 | 39 | -12 |
|  | 12.  | S.S. Tavolara, Olbia                   | 25 | 30 | 8  | 9  | 13 | 36 | 47 | -11 |
|  | 13.  | Pol. Calmedia, Bosa                    | 25 | 30 | 6  | 13 | 11 | 27 | 40 | -13 |
|  | 14.  | S.S. Berchidda, Berchidda              | 24 | 30 | 7  | 10 | 13 | 41 | 48 | -7  |
|  | 15.  | U.S. Ghilarza, Ghilarza                | 19 | 30 | 6  | 7  | 17 | 25 | 50 | -25 |
|  | 16.  | U.S. Castelsardo, Castelsardo          | 10 | 30 | 1  | 8  | 21 | 17 | 92 | -75 |

Ilvarsenal promossa in Interregionale.
Ozierese ammessa al campionato Interregionale 1987-1988 per giudizio sportivo della Lega Nazionale Dilettanti.